# Basil Emmott
Basil William George Emmott (* 5. Juli 1894 in London-Kennington (Lambeth); † 23. Januar 1976 in Eastbourne, Grafschaft Sussex) war ein britischer Kameramann mit intensiver Tätigkeit bei B-Produktionen und ein Veteran des heimischen Films.

## Leben
Emmott, der sich in jungen Jahren als Amateurfotograf versucht hatte, knüpfte nach eigener Aussage bereits vor dem Krieg Kontakte zum Film: Angeblich betrieb er ein eigenes Kino. Zu Beginn des Ersten Weltkriegs wurde er eingezogen und blieb bis 1919 in der Armee. Nach seiner Entlassung ins Zivilleben stieß Emmott als Profi zum Film.
Emmott startete seine aktive Laufbahn als Laborassistent bei der Produktionsfirma Gaumont und rückte in Kürze zum Kameraassistenten und schließlich (1920) zum Kameramann auf, zunächst für Inszenierungen des Regisseurs C.C. Calvert. In den kommenden viereinhalb Jahrzehnten fotografierte Basil Emmott eine Unmenge von wenig ambitionierten Unterhaltungsstreifen. Zu Beginn seiner Karriere drehte er auch mehrere dokumentarische Expeditionsfilme, darunter einen über einen vielbeachteten Flug des Piloten Sir Alan Cobham (With Cobham to the Cape). Mit Cobham sollte er wenig später auch den antikommunistischen Spielfilm The Flight Commander drehen. Emmott galt auch als derjenige Kameramann, der als Erster die Victoria-Fälle im Süden Afrikas abgelichtet hatte.
1929 wurde er von den Twickenham-Studios als Tonfilm-Kameramann übernommen. In seiner schaffensreichsten Periode, den 30er Jahren, fotografierte Emmott meist mittellange (45–55 Minuten) Filme für die Warner-Bros.-Studios in Teddington. In dieser Zeit entstanden u. a. Hans Söhnkers beiden Abstecher zum britischen Film, Faithful und Patricia Gets Her Man mit Emmott hinter der Kamera. Während des Zweiten Weltkriegs schien sich mit seiner Beteiligung an Der Premierminister und Der Mann aus Marokko ein Aufstieg in die A-Liga der Kameraleute anzubahnen, doch auch nach 1945 musste sich Basil Emmott überwiegend mit der Arbeit an Billigfilmen begnügen, zuletzt viele Inszenierungen der Regie-Routiniers Vernon Sewell, Ken Hughes und Lance Comfort.
Nach dem Krieg war Basil Emmott auch an einer Fülle von Fernsehfilmen (Auftragsarbeiten der „Republic Pictures“) beteiligt. Kurz nach Vollendung seines 70. Geburtstags zog sich der Kamera-Veteran mit dem markanten Oberlippenbart ins britische Seebad Eastbourne zurück.

## Filmografie (Auswahl)
| - 1920: Branded - 1921: In His Grip - 1922: Rob Roy - 1923: Young Lochinvar - 1924: The Eleventh Commandment - 1926: Hindle Wakes - 1927: The Flight Commander - 1929: The Feather - 1929: Drifters (Dokumentarfilm) - 1930: Big Business - 1930: Spanish Eyes - 1931: The Rosary - 1931: The Missing Rembrandt - 1932: When London Sleeps - 1932: The Lodger - 1933: The Silver Spoon - 1933: Murder at the Inn - 1934: The Church Mouse - 1934: No Escape - 1934: Too Many Millions - 1934: Murder at Monte Carlo - 1935: Hello Sweetheart - 1935: Crime Unlimited - 1936: Faithful - 1936: Fair Exchange - 1937: Patricia Gets Her Man - 1937: Transatlantic Trouble - 1937: Double or Quits - 1938: Dangerous Medicine - 1939: Confidential Lady | - 1939: Dr. O’Dowd - 1940: Fingers - 1940: Der Premierminister (The Prime Minister) - 1940: Atlantic Ferry - 1941: This Was Paris - 1941: Flying Fortress - 1942: Variety Jubilee - 1943: Time Flies - 1944: Der Mann aus Marokko (The Man From Morocco) - 1947: Die Weber von Bankdam (Master of Bankdam) - 1948: The Brass Monkey - 1948: Paper Orchid - 1953: The Tell-Tale-Heart (Kurzfilm) - 1954: Secret Venture - 1954: The Green Buddha - 1955: Legion der Hölle (Joe Macbeth) - 1955: Keiner ging an ihr vorbei (Wicked as They Come) - 1956: Eine Stadt steht vor Gericht (Town on Trial) - 1957: Fahrt in den Abgrund (The Long Haul) - 1958: Ich war Montys Double (I Was Monty's Double) - 1960: The Breaking Point - 1961: Der Mann, der den Mord vergaß (Pit of Darkness) - 1961: Die Dirne Jo (The Painted Smile) - 1961: Im Safe wartet der Tod (Strongroom) - 1962: Tomorrow at Ten - 1963: Blind Corner - 1963: Tanz auf dem Drahtseil (Walk a Tightrope) - 1965: Der Fluch der Fliege (Curse of the Fly) - 1965: The Return of Mr. Moto |